# Puerto Real (stacja kolejowa)
Puerto Real – stacja kolejowa w Puerto Real, we wspólnocie autonomicznej Andaluzja, w prowincji Kadyks, w Hiszpanii. Jest zarządzana przez ADIF. Obsługują ja pociągi należące do Cercanías Cádiz.